# Kit Winkel

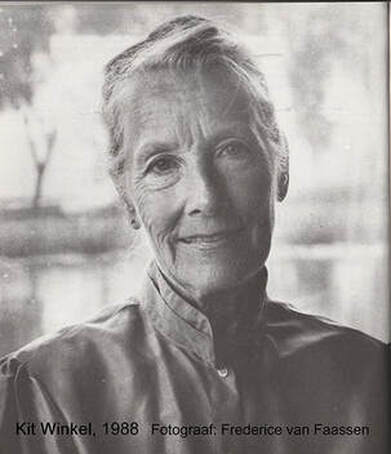

Trijntje Hendrika Maria Winkel (Amsterdam, 25 januari 1916 - Baambrugge, 6 april 2003) was een danseres, choreografe, danspedagoge en studieleider van de opleiding Dansexpressie aan de Theaterschool te Amsterdam.

## Leven en werk
Kit Winkel is de grondlegster van dansexpressie, een tak van de moderne Europese dans waarin zij verder werkte op de ideeën van Rudolf von Laban over 'Modern Educational Dance'. De verdienste van Kit Winkel is dat zij door middel van dansexpressie voor veel kinderen in Nederland de weg naar de dans opende.
In haar opleiding aan de Academie voor Lichamelijke Opvoeding maakte Kit Winkel onder leiding van Els Keezer, kennis met dans. Na de Tweede Wereldoorlog danste zij bij het net opgerichte Scapino Ballet en bij het ballet van de Nederlandse Opera, en heeft les gegeven aan de studenten van beide gezelschappen. Zij choreografeerde diverse dansen.
Sinds haar academietijd ontwikkelde Kit Winkel haar pedagogische visie op educatieve dans. Een onderzoek van de Amsterdams Kunstraad naar "dans in school" (rapport in 1960) leidde uiteindelijk tot de ontwikkeling van een creatieve dansmethodiek, cursussen voor onderwijzers en een docentenopleiding dansexpressie.

## Dans in het Nederlandse onderwijs
In 1969 nam de Theaterschool in Amsterdam de docentenopleiding dansexpressie in haar curriculum op. Vanaf de start in tot aan haar pensionering in 1981 had Kit Winkel de leiding van deze dansvakopleiding.
Veel afgestudeerde dansexpressiedocenten hebben haar bewogenheid voor het dansend kind overgenomen. Dansexpressie kent inmiddels een brede toepassing in uiteenlopende werkvelden.
Mede door de invloed van Kit Winkel heeft educatieve dans een plaats gekregen in het Nederlandse onderwijs.
Inmiddels wordt het gegeven onder de naam "Dans". Het schoolvak Dans vindt plaats in het primair onderwijs en in het voortgezet onderwijs. In het VMBO en op HAVO/VWO kunnen leerlingen kiezen voor een examenvak Dans. Ook studenten PABO kunnen dans als keuzevak kiezen. Er is een kennisbasis en er zijn leerlijnen voor het basisonderwijs ontwikkeld.

## Dansexpressie
Dansexpressie is een vorm van improviseren in dans. Dansexpressie begint bij de direct beschikbare en natuurlijke bewegingsmogelijkheden van de danser zoals uitgewerkt door Rudolf von Laban, en stimuleert hem (haar) naar zelfexpressie in dans waarbij het creatief proces én het engagement voor een bepaalde thematiek centraal staat.
Hiermee brak de dansexpressie op avant-gardistische wijze met de bestaande danstradities. Er is geen gelijkenis met enige stijldans of danstechniek met voorgetoonde en aangeleerde danscombinaties.
Het doel van dansexpressie was kunstzinnige emancipatie, om de zich ontwikkelende individuele persoonlijkheid van de mens in zijn groei te stimuleren tot creativiteit, authenticiteit, originaliteit en zelfbewustzijn.

## Eerbetoon
- Kit Winkel was Ridder in de Orde van Oranje Nassau en erelid van de Nederlandse Vereniging van Danskunstenaars (NBDK).
- Ze ontving in 1983 de Yad Vashem-penning.[6]